# Orange megye (Kalifornia)
Orange megye az Amerikai Egyesült Államokban, azon belül Kalifornia államban található. Lakosainak száma 3 186 989 fő (2020). Orange megye Los Angeles, San Bernardino, Riverside, San Diego és Santa Ana Mountains megyékkel határos.

## Népesség
A megye népességének változása:
| Lakosok száma | 3 018 026 | 3 053 932 | 3 085 355 | 3 114 363 | 3 169 776 | 3 175 692 | 3 186 989 |
|               | 2010      | 2011      | 2012      | 2013      | 2015      | 2019      | 2020      |